# Церковь Христа (Эммерих)
Церковь Христа (нем. Christuskirche) — евангелический храм в городе Эммерих-на-Рейне (федеральная земля Северный Рейн-Вестфалия). Церковь расположена на площади Geistmarkt.

Лишенное каких-либо украшений кирпичное здание под вальмовой крышей было построено в 1690—1715 годах по проекту амстердамского архитектора ван дер Леена (нидерл. van der Leen). Венчает крышу церкви шестиугольная башенка-сигнатурка. Архитектурно церковь очень близка Восточной церкви в Амстердаме, планы которой использовались при строительстве церкви Христа.

В 1907 году церковь сильно пострадала от пожара. Восттановление церкви продолжалось вплоть до 1909 года. Во время второй мировой войны в 1944 году церковь была разрушена почти до основания. После войны церковь была восстановлена в первозданном виде, однако её интерьер был изменён.